# 朱奇洢
交城恭简王朱奇洢（15世纪—1537年11月17日），明朝交城庄僖王朱锺鐻的庶六子，晋恭王朱㭎玄孙，明太祖五世孙。明朝交城国管王府事镇国将军，追封交城王。

## 生平
弘治三年（1490年）十一月赐名。弘治七年（1494年）十月，按制度赐镇国将军诰命冠服。
朱奇洢的次兄交城荣惠王朱奇淐、三兄朱奇滽相继去世后，朱奇滽之子朱表杋以辅国将军管理王府事。朱奇洢聽其下属傅佐挑撥，逮捕平陽府學生員趙鳳。趙鳳的朋友梁世臣等率同列入府爭執，毀欄杆、石獅，僉事時中擬判梁世臣杖罪，令復學。朱奇洢通過朱表杋上訴。正德三年（1508年）六月，明武宗怒命科道官勘問，黜梁世臣、趙鳳等七人，逮捕時中治罪，逮捕傅佐等處治，革朱奇洢祿米三分之一，下敕切責，令晉王朱知烊嚴加管束。
十月，因朱奇洢母劉氏上言称他已经伏罪且用度不敷，朱奇洢获准仍支用本色禄米五百石。
朱奇洢與臨汾百姓劉雄等訐奏不已，武宗命給事中張禬、御史孟醇前去与巡按御史湯沐問案，原先負責調查的山西按察司管屯僉事時中因獄詞未明被捕，本該交納錢財免除杖刑，仍還原職。正德四年（1509年）二月，武宗特命降二級調遣。
朱表杋获准袭封交城王，朱奇滽也被追封为交城王。朱表杋死后无子，应该由朱奇洢继任奉祀。朱奇洢的堂兄弟輔國將軍朱奇澶与朱奇淐妃兄安惟雄图谋奉祀交城国不果，不久率其弟朱奇渝、朱奇潚、朱奇𭳕及自己的侄子奉國將軍朱表栫、儿子奉國將軍朱表栩、朱表檹、朱表橃、儀賓薛浦、薛浦父薛鈺、叔父薛鉉等五十余人截击朱奇洢及其母劉夫人，圍其府，断絕其薪水；朱奇洢也听从舅舅劉英、劉雄等謀划，與朱奇澶都上奏互相攻击。事下有司，薛鈺、薛鉉、安惟雄、劉英都获罪謫戍；正德七年（1512年）三月，因被朱奇洢訐奏时没有如实回答问案，朱奇澶被革除祿米三分之二，朱奇渝、朱奇潚、朱奇𭳕、朱表栩、朱表檹革除三分之一。他们和朱奇洢都被降敕书切責，武宗因而令逮捕朱奇澶的党羽薛浦、薛濟等追究。
朱奇洢请求按朱表杋遗愿加封朱表杋的妹妹太平郡君为县主，事下礼部商议，尚书刘春认为女儿封县主只适用于应该袭封却没有袭封的追封郡王，朱奇滽被追封为王已经过分，不可以再加封其女，请求申谕各王府，今后有旁支进袭王爵者，不得奏请加封父母兄弟姐妹，违者治辅导官罪。正德八年（1513年）十月，武宗命为成例。
因為先前的事，薛鈺、薛鉉、安惟雄、劉英都上奏申辯，朱奇澶逕赴京城，奏勘官得其賄賂。当时朱奇洢已继任管交城王府事，与鎮巡官都彈劾朱奇澶擅自出封城，朱奇洢不久又上言说勘官遲違，致使人多妄訴。武宗有旨護送朱奇澶予晉王嚴加管束，令巡按山西御史按問。正德九年（1514年）五月，都察院問清各人所奏的事上奏，武宗因为已经下过赦令，寬宥薛浦等，仍謫薛鈺、薛鉉、安惟雄、劉英戍邊，被削俸禄的諸將軍都恢復。
明世宗降敕书令各王府鈐束宗室，禁止他们出境。朱表栩、朱表檹等不悅，聚众歃血殴打谩骂朱奇洢，打傷教授等官。朱奇洢上奏，嘉靖十六年（1537年）八月，世宗下詔姑且罰治朱表栩、朱表檹抗違敕命之罪，各自罰祿米一年。
十月，朱奇洢病故。他没有嫡子，由庶长子辅国将军朱表𣐬继任管王府事。嘉靖二十五年（1546年）十二月，世宗派使者持節冊封朱表𣐬為交城王。朱奇洢因而獲追封為交城恭簡王。
后来明穆宗下诏革除旁支袭封的冒封郡王，朱表杋继承伯父、朱表𣐬继承堂兄，都在被革除之列。隆庆三年（1569年）七月，朱表𣐬自首冒封，获准终身保留郡王爵禄，但子孙不得承袭。朱表𣐬死后，国除，其庶次子朱知鱬以奉国将军管交城王府事。

## 评价
- 《弇山堂别集》卷072：敬順事上，平易不訾。